# Ella Blixt

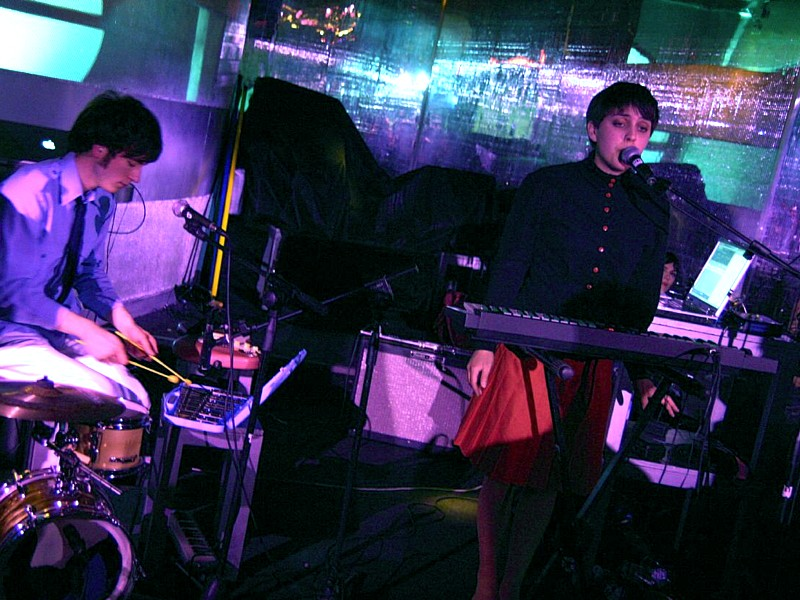
Bobby Baby 2007 auf dem Moltron Festival

Ellinor „Ella“ Blixt (* 1983 in Hultsfred) ist eine schwedische Indietronic-Musikerin und wurde unter dem Künstlernamen Bobby Baby als Solokünstlerin bekannt. Sie arbeitet auch mit Frank Schültge an dem Musikprojekt Bobby & Blumm und mit Robert Kretzschmar an dem Musikprojekt It’s a Musical.

## Werdegang
Im Alter von 12 Jahren spielte Blixt bereits Gitarre und komponierte eigene Lieder. Vom 15. Lebensjahr an spielte sie bei einigen Popbands. 2002 zog sie von ihrem Heimatort Hultsfred nach Malmö und begann, ihre Eigenkompositionen mit sämtlichen Instrumenten einzuspielen und zu produzieren. 2005 nahm Blixt den Künstlernamen Bobby Baby an, unter dem sie auf ihrer Homepage ihre ersten Songs veröffentlichte. Bald landeten die Songs in verschiedensten Blogs und wurden von den mp3-Labels corpid und Dive Records vertrieben. Das englische Label Red Letter Day Records brachte im Mai 2006 mit Loves To Dance ihre erste EP auf CD heraus. Einen Monat später erschienen zwei Songs beim schwedischen Vinyl-Label Going Places. 
2006 lernte Blixt den Musiker Robert Kretzschmar kennen. Bald begannen die beiden, gemeinsam Songs zu komponieren und einzuspielen. Nachdem Blixt von Malmö nach Berlin gezogen war, starteten sie ihr Musikprojekt und nannten es It’s a Musical. Im Frühjahr 2007 nahmen sie die Demo-EP The music makes me sick auf, wodurch das Label Morr Music auf das Duo aufmerksam wurde und die beiden für ein Album unter Vertrag nahm, das im Oktober 2008 erschien und ebenfalls den Namen The music makes me sick trug. Im Sommer 2009 ging das Duo zusammen mit Sin Fang Bous und Borko auf Deutschland-Tour. 2012 erschien mit For Years And Years wieder ein Longplayer von It’s a Musical.
In Berlin lernte Blixt über Thomas Morr den Autor, Musiker und Produzenten Frank Schültge kennen, der als F.S.Blumm bei Morr Music bereits eigene Kompositionen veröffentlicht hatte. Beide beschlossen gemeinsam als Bobby & Blumm Musik zu machen und nahmen bei Morr Music ihr Debütalbum Everybody loves.. auf, das im April 2008 erschienen ist. 2010 brachte das Duo das Album A Little Big heraus, das gute Kritiken erhielt.
Nebenbei arbeitet Blixt in Deutschland und Schweden mit Musik-Camps für Teenager zusammen, wodurch sie junge Musikerinnen ermutigen will, eigene Musik zu komponieren, einzuspielen und vor Publikum darzubieten.

## Diskographie

### EPs
- 2007: Loves To Remix Vol. 2 (corpid)
- 2007: Loves To Remix Vol. 1 (corpid)
- 2006: Loves To Dance (Red Letter Day Records)
- 2006: Four Remixes (corpid)
- 2005: Some Place New (corpid)

### Kollaborationen
- 2010: Bobby & Blumm: A Little Big (Sound Of A Handshake)
- 2008: Bobby & Blumm: Everybody loves.. (Morr Music)
- 2008: It’s a Musical: The music makes me sick (Morr Music)
- 2008: It’s a Musical: The music makes me sick/Lazy 7" (Morr Music)
- 2006: Bobby Baby/Daniel Smith: Going Places 7" (Going Places)